# Dideba
Dideba (dal primo verso in georgiano დიდება ზეცით კურთხეულს, «Lode al beato in cielo») fu l'inno nazionale della Georgia dal 1918 al 1920, e dal 14 novembre 1990 al 23 aprile 2004, per essere sostituito poi dal nuovo inno "Tavisupleba". Fu scritto e composto da Kote Potskhverashvili.

## Testo
| In Georgiano | Traslitterato | Tradotto in Italiano |
| --- | --- | --- |
| დიდეგა ზეცით კურთეულს, დიდეგა ქვეყნად სამოთხეს, თურფა ივერსა, დიდეგა ძმობას, ერთრბას, დიდეგა თავისუფლებას, დიდეგა სამარადისო ქართველ მხნე ერსა! დიდეგა ჩვენსა სამშობლოს, დიდეგა ჩვენი სიცოცხლის მიზანს დიადსა; ვაშა ტრფრბასა, სიყვარულს, ვაშა შვებასა, სიხარულს, სალამი ჭეშმარიტების შუქ-განთიადსა! | Dideba zetsit kurtheuls Dideba kvehnad samotkhes, Turpha iversa. Dideba dzmobas, ertobas. Dideba tavisuplebas, Dideba samaradiso Kartulmkhne ersa! Dideba chvensa samshoblos, Dideba chveni sitsotskhlis Mizans diadsa; Vasha trphobasa, sikvaruls Vasha shvebasa, siharuls, Salami chesh maritebis, Shuk gantiadsa! | Lodato sia il paradisiaco distributore di benedizioni, Lodato sia il paradiso sulla Terra, Ai sorridenti Giorgiani, Lodate siano la fratellanza e l'unità Lodata sia la libertà Lodato sia l'eterno, animato popolo Giorgiano! Lodata sia la terra dei nostri padri, Lodato sia il grande e splendente scopo delle nostre vite; Ave, o gioia ed amore, Ave, felicità e disponibilità, Saluti alla verità, questa luce dell'alba |